# Магаданская область

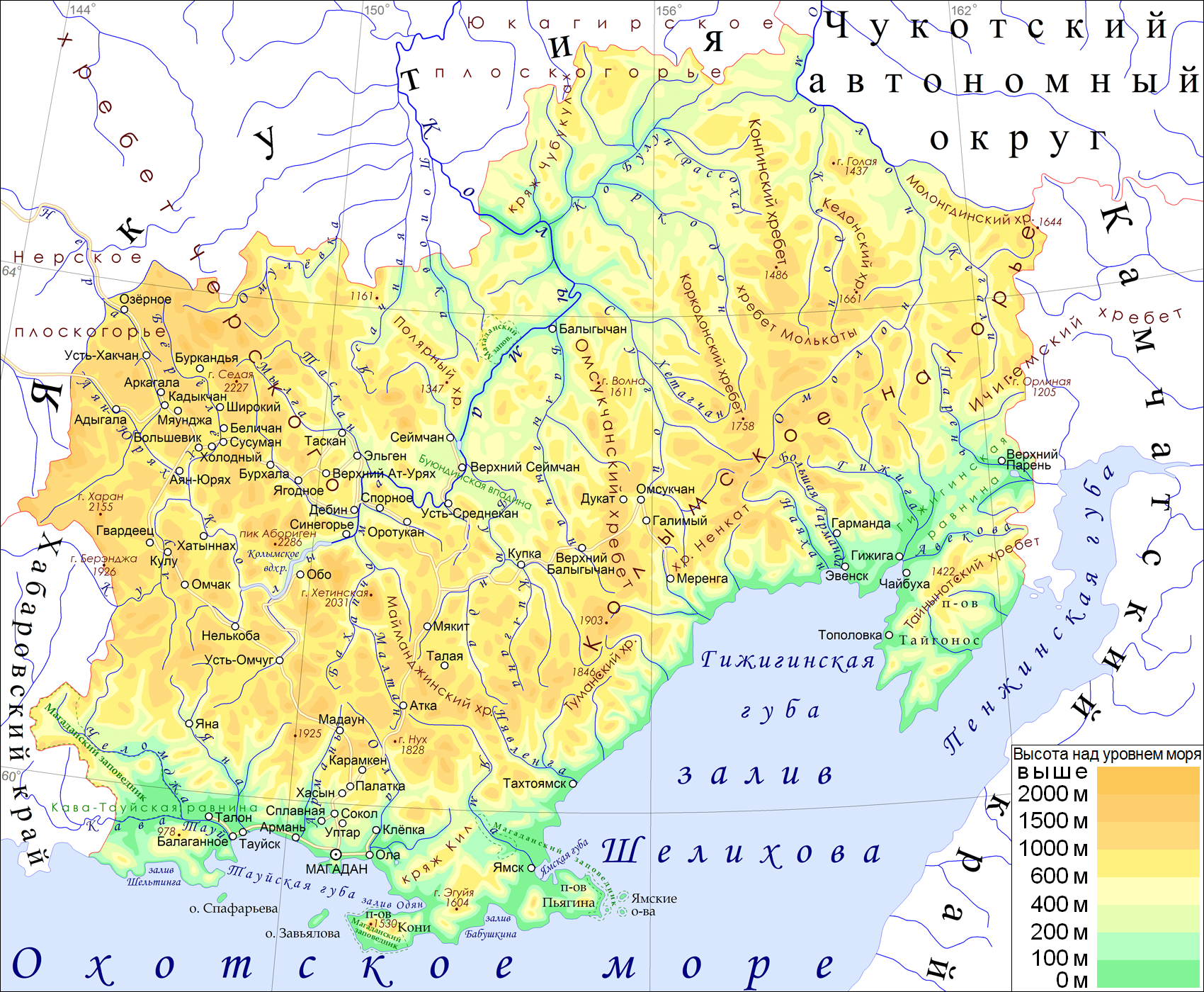
Карта Магаданской области

Магада́нская о́бласть — субъект Российской Федерации на северо-востоке страны, относится к районам Крайнего Севера. Граничит на севере с Чукотским автономным округом, на востоке — с Камчатским краем, на западе — с Якутией, на юге — с Хабаровским краем. Входит в состав Дальневосточного федерального округа.
3 декабря 1953 года Указом Президиума Верховного Совета СССР из состава Хабаровского края была выделена Магаданская область, в подчинение которой из состава Камчатской области был передан Чукотский национальный округ.
Административный центр — город Магадан.

## Геральдика
Герб и флаг были утверждены Законом Магаданской области от 28 декабря 2001 года N 219-OЗ "О флаге и гербе Магаданской области".

## История
Была образована путём выделения её из состава Хабаровского края 3 декабря 1953 года. До июня 1992 года Чукотский национальный округ являлся частью Магаданской области. В связи с этим, Магаданская область была единственной из всех областей СССР, омываемой водами двух океанов: Тихого и Северного Ледовитого.
В 1967 году Магаданская область была награждена орденом Ленина.

## Физико-географическая характеристика

### География
Расположена в северо-восточной части России. Южные границы области проходят по берегу Охотского моря. Территория, площадью 462 000 квадратных километров, протягивается на 930 километров с севера на юг и на 960 километров с запада на восток.
По территории примерно сопоставима с Папуа — Новой Гвинеей и Камеруном, Узбекистаном и Швецией. Чуть меньше, чем граничащий с ней Камчатский край.
Магаданская область находится в часовой зоне МСК+8. Смещение применяемого времени относительно UTC составляет +11:00.

### Крайние точки
Крайние точки, кроме южной — мыса Алевина на полуострове Кони, выражены нечётко. Северная точка находится в верховьях реки Моустах в Среднеканском районе. Западная крайняя точка находится в Сусуманском районе в верховьях реки Хинике, а восточная — в Северо-Эвенском районе в верховьях одного из притоков реки Кегали.
Высочайшая точка — безымянная вершина в хребте Охандя на севере Сусуманского городского округа (2337 метров).

### Границы
На западе граничит с Хабаровским краем. На северо-западе и севере граница проходит с Республикой Саха (Якутия). У истоков реки Моустах начинается граница с Чукотским автономным округом, а у истоков реки Молонгды — с Камчатским краем.

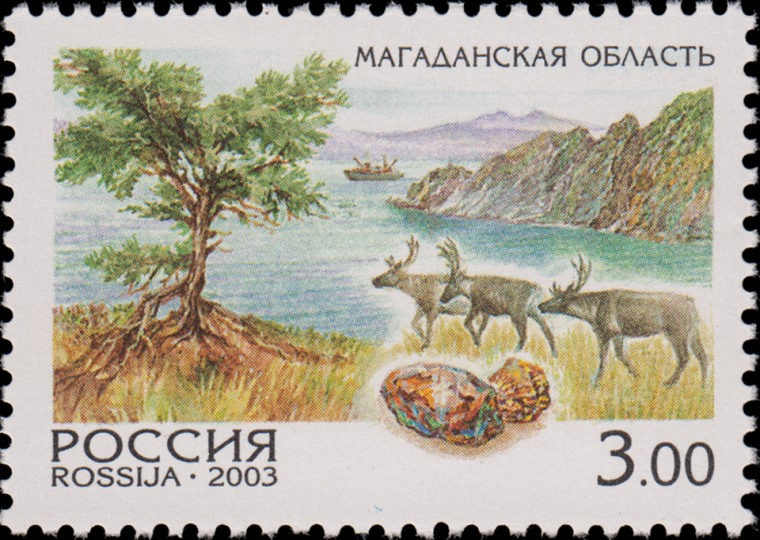
Почтовая марка, 2003 год

### Рельеф
В рельефе Магаданской области основное место занимают горные хребты, и только на побережьях Охотского моря, в низовьях рек, расположены небольшие равнины.
Регион лежит в пределах Черского и Охотско-Анадырского сейсмических поясов. Сила землетрясений может доходить на хребте Черского до 8 баллов, а вдоль побережья — до 7.
Ведущее место в рельефе области принадлежит средневысотным нагорьям. Большая часть области расположена в пределах Яно-Колымской складчатой системы. На западе области более чем на 1500 километров протянулись цепи хребта Черского.

### Гидрография
Территория Магаданской области покрыта густой и разветвлённой речной сетью. К бассейну Северного Ледовитого океана относится река Колыма и её притоки — Детрин, Тенька, Бахапча, Буюнда, Балыгычан, Сугой, Коркодон, Омолон, Таскан, Дебин, Сеймчан и другие. К бассейну Тихого океана относятся реки, значительно уступающие по протяжённости притокам Колымы: Тауй, Яна, Армань, Ола, Яма, Гижига и другие.
Основными источниками питания рек являются снеговые, дождевые и подземные воды. Наледи — характерное явление для Магаданской области. Они образуются в местах, где русло забивается шугой и промерзает до дна.
Крупнейшая река области — Колыма.
Вся территория Магаданской области относится к районам Крайнего Севера.

### Многолетняя мерзлота
На территории области многолетняя мерзлота распространена повсеместно; мощность её и температура сильно варьируются. Наибольшей мощности мерзлота достигает в горах северной и северо-западной части области; в южных прибрежных районах мощность её значительно меньше, а иногда она и вовсе отсутствует.

## Население
| 1917     | 1926     | 1930     | 1933     | 1939     | 1940     | 1950     | 1951     | 1956     |
| -------- | -------- | -------- | -------- | -------- | -------- | -------- | -------- | -------- |
| 12 000   | ↗19 500  | ↗20 200  | ↘12 000  | ↗173 000 | ↗178 000 | ↘161 700 | ↗166 000 | ↗240 000 |
| 1959     | 1961     | 1962     | 1963     | 1964     | 1965     | 1966     | 1968     | 1970     |
| ↘235 578 | ↗245 000 | ↗263 000 | ↗279 000 | ↗294 000 | ↗308 900 | ↗318 000 | ↗340 000 | ↗352 481 |
| 1971     | 1972     | 1973     | 1974     | 1976     | 1978     | 1979     | 1980     | 1981     |
| ↗366 000 | ↗381 000 | ↗396 000 | ↗411 000 | ↗433 000 | ↗451 000 | ↗465 704 | ↗478 000 | ↗490 000 |
| 1982     | 1983     | 1984     | 1985     | 1986     | 1987     | 1989     | 1990     | 1991     |
| ↗500 000 | ↗510 000 | ↗521 000 | ↗532 000 | ↗542 000 | ↗550 000 | ↘542 868 | ↘390 276 | ↘384 525 |
| 1992     | 1993     | 1994     | 1995     | 1996     | 1997     | 1998     | 1999     | 2000     |
| ↘365 311 | ↘323 673 | ↘300 157 | ↘266 883 | ↘240 215 | ↘229 148 | ↘220 533 | ↘211 696 | ↘201 974 |
| 2001     | 2002     | 2003     | 2004     | 2005     | 2006     | 2007     | 2008     | 2009     |
| ↘193 945 | ↘182 726 | ↘181 832 | ↘178 339 | ↘174 685 | ↘171 569 | ↘168 530 | ↘165 820 | ↘162 969 |
| 2010     | 2011     | 2012     | 2013     | 2014     | 2015     | 2016     | 2017     | 2018     |
| ↘156 996 | ↘156 534 | ↘154 485 | ↘152 358 | ↘150 312 | ↘148 071 | ↘146 345 | ↘145 570 | ↘144 091 |
| 2019     | 2020     | 2021     | 2022     | 2023     | 2024     | 2025     |          |          |
| ↘141 234 | ↘140 149 | ↘136 085 | ↘135 907 | ↘134 315 | ↘133 387 | ↗134 544 |          |          |

Численность населения области по данным Росстата составляет 134 544 чел. (2025). Плотность населения — 0,29 чел./км2 (2025). Городское население — 
97,36 % (2022).
| Народ                             | Числен- ность в 1989 году, с ЧАО, чел. | %        | Числен- ность в 1989 году, без ЧАО, чел. | %        | Числен- ность в 2002 году, чел. | % от всего | % от указав- ших нацио- наль- ность | Числен- ность в 2010 году, чел. | % от всего | % от указав- ших нацио- наль- ность |
| --------------------------------- | -------------------------------------- | -------- | ---------------------------------------- | -------- | ------------------------------- | ---------- | ----------------------------------- | ------------------------------- | ---------- | ----------------------------------- |
| Всего                             | 555621                                 | 100,00 % | 391687                                   | 100,00 % | 182726                          | 100,00 %   |                                     | 156996                          | 100,00 %   |                                     |
| Русские                           | 402797                                 | 72,49 %  | 294500                                   | 75,19 %  | 146511                          | 80,18 %    | 80,45 %                             | 127936                          | 81,49 %    | 84,13 %                             |
| Украинцы                          | 85772                                  | 15,44 %  | 58172                                    | 14,85 %  | 18068                           | 9,89 %     | 9,92 %                              | 9857                            | 6,28 %     | 6,48 %                              |
| Эвены                             | 3769                                   | 0,68 %   | 2433                                     | 0,62 %   | 2527                            | 1,38 %     | 1,39 %                              | 2635                            | 1,68 %     | 1,73 %                              |
| Татары                            | 8024                                   | 1,44 %   | 5700                                     | 1,46 %   | 2006                            | 1,10 %     | 1,10 %                              | 1415                            | 0,90 %     | 0,93 %                              |
| Белорусы                          | 10426                                  | 1,88 %   | 7400                                     | 1,89 %   | 2169                            | 1,19 %     | 1,19 %                              | 1121                            | 0,71 %     | 0,74 %                              |
| Коряки                            | 1013                                   | 0,18 %   |                                          |          | 888                             | 0,49 %     | 0,49 %                              | 900                             | 0,57 %     | 0,59 %                              |
| Ительмены                         | 509                                    | 0,09 %   |                                          |          | 643                             | 0,35 %     | 0,35 %                              | 613                             | 0,39 %     | 0,40 %                              |
| Чукчи                             | 12563                                  | 2,26 %   | 649                                      | 0,17 %   | 248                             | 0,14 %     | 0,14 %                              | 285                             | 0,18 %     | 0,19 %                              |
| Камчадалы                         |                                        | 0,00 %   |                                          |          | 314                             | 0,17 %     | 0,17 %                              | 280                             | 0,18 %     | 0,18 %                              |
| Юкагиры                           | 228                                    | 0,04 %   |                                          |          | 79                              | 0,04 %     | 0,04 %                              | 71                              | 0,05 %     | 0,05 %                              |
| Чуванцы                           | 985                                    | 0,18 %   | 41                                       | 0,01 %   | 39                              | 0,02 %     | 0,02 %                              | 57                              | 0,04 %     | 0,04 %                              |
| Немцы                             | 2199                                   | 0,40 %   |                                          |          | 780                             | 0,43 %     | 0,43 %                              | …                               | …          | …                                   |
| Ингуши                            | 772                                    | 0,14 %   |                                          |          | 808                             | 0,44 %     | 0,44 %                              | …                               | …          | …                                   |
| Другие национальности             | 26564                                  | 4,78 %   | 22792                                    | 5,82 %   | 7040                            | 3,85 %     | 3,87 %                              | 6896                            | 4,39 %     | 4,53 %                              |
| Лица, указавшие национальность    | 555594                                 | 100,00 % |                                          |          | 182120                          | 99,67 %    | 100,00 %                            | 152066                          | 96,86 %    | 100,00 %                            |
| Лица, не указавшие национальность | 27                                     | 0,00 %   |                                          |          | 606                             | 0,33 %     |                                     | 4930                            | 3,14 %     |                                     |

## Населённые пункты
Населённые пункты с численностью населения более 500 человек
| Магадан  | ↗90 421 |
| Ола      | ↗5704   |
| Сусуман  | ↘4175   |
| Палатка  | ↗4159   |
| Сокол    | ↗3899   |
| Омсукчан | ↘3326   |

| Ягодное    | ↘2722 |
| Усть-Омчуг | ↗2529 |
| Сеймчан    | ↘2081 |
| Стекольный | ↘2158 |
| Синегорье  | ↘1790 |
| Уптар      | ↘1676 |

| Эвенск   | ↘1243 |
| Мяунджа  | ↘977  |
| Дукат    | ↘1018 |
| Оротукан | ↗858  |
| Армань   | ↘821  |
| Холодный | ↘608  |

## Административное деление
В состав Магаданской области входят 1 город областного значения и 8 районов, в границах которых образованы соответственно 1 городской округ и 8 муниципальных округов.

## Экономика

### Полезные ископаемые
В области обнаружены месторождения золота, серебра, олова, вольфрама. Также имеются залежи меди, молибдена, угля, нефти и газоконденсата.
Добычу золота в регионе на 2015 год проводило 183 компании, из них 130 специализировались на россыпной золотодобыче. В 2015 году магаданские недропользователи добыли 24,5 тонны золота и 1128 тонн серебра
| Источник     | Годы | Годы | Годы   |        |
| Источник     | 2013 | 2014 | 2015   | 2016   |
| ------------ | ---- | ---- | ------ | ------ |
| Рудное, т    | 6,9  | 9,1  | 9,245  | 11,941 |
| Россыпное, т | 14,5 | 15,0 | 15,261 | 15,929 |
| Итого, т     | 21,4 | 24,1 | 24,506 | 27,870 |

### Энергетика
Особенностью энергетики Магаданской области является изолированность от Единой энергосистемы России. По состоянию на 2019 год, на территории Магаданской области эксплуатировались 4 крупные электростанции — две гидроэлектростанции и две тепловые электростанции, а также несколько небольших дизельных электростанций, общей мощностью 1549,4 МВт. В 2018 году они произвели 2546 млн кВт·ч электроэнергии (без учёта выработки дизельных электростанций).

### Рыбное хозяйство
Рыбное хозяйство является второй по значимости отраслью в области. Её продукция поставляется на экспорт. Удельный вес рыбной отрасли в объёме производства области составляет 18 %.

### Сельское хозяйство
В 2020 году продукция сельского хозяйства 3150,2 млн рублей, из них растениеводство — 1854,4 млн рублей, животноводство — 1295,8 млн рублей. Индекс производства продукции сельского хозяйства — 103,5 %, в том числе растениеводство — 107,1 %.

#### Животноводство
На 1 января 2021 года в хозяйствах всех категорий насчитывалось 3920 голов крупного рогатого скота, из них коров — 1680 голов, 2760 свиней, 106 тыс. птицы, 601 овец и коз, 176 лошадей и 6933 северных оленей.

#### Оленеводство
В 1990 году область (без учёта Чукотского округа) обладала огромным оленьим стадом в 128 тыс голов, но в 2000 году в регионе осталось только 24 тыс. оленей, а в 2010 году — 19 тысяч.

#### Растениеводство
В 2020 году валовые сборы основных сельскохозяйственных культур в хозяйствах всех категорий:
- картофель — 7777 тонн,
- овощи — 4393 тонн, из них: огурцы — 834 тонн, помидоры — 401 тонн, капуста — 2107 тонн, морковь — 256 тонн, свёкла — 185 тонн, лук — 3 тонн[64][65].

Магаданская область в 2015 году обеспечивала себя картофелем на 90 %, овощами — больше 40 %, куриными яйцами — на 70 %. В 2015 году было собрано около 10 тысяч тонн картофеля, 1,7 тысячи тонн капусты, а также по 100 тонн моркови и свёклы.
| Тыс. гектар | 5 | 36,5 | 22,7 | 11,7 | 6,8 | 6,1 | 6,5 | 6,9 |

### Кредитные рейтинги
В апреле 2018 года рейтинговое агентство АКРА присвоило области рейтинговую оценку BBB-(RU) со стабильным прогнозом. С тех пор этот рейтинг подтверждается дважды в год (2018-2025).

## Международное сотрудничество
13 ноября 2023 года в Москве подписано соглашение о сотрудничестве между Магаданской и Гомельской областями.

## Транспорт
По свидетельству Дмитрия Анучина в 1912 году, «Летом 1911 г. начаты удачные рейсы из Владивостока в устье р. Колымы, и имеется в виду (что начато было уже покойным адмиралом Макаровым) применять ледоколы к плаванию Ледовитым океаном».
Главные транспортные ворота области — Магаданский морской торговый порт.
Единственным специализированным предприятием речного транспорта в бассейне реки Колыма является «Колымская судоходная компания», официально учреждённая в 1992 году.
Главный воздушный порт — Международный аэропорт Магадан имени В. С. Высоцкого (аэропорт Сокол).
Протяжённость автомобильных дорог с твёрдым покрытием составляет 2323 километра. В том числе с усовершенствованным покрытием, то есть с асфальтобетонным и цементобетонным покрытием, из щебня и гравия, обработанных вяжущими материалами, 330 километров.
Железных дорог в Магаданской области нет. Существуют планы по продлению Амуро-Якутской железной дороги до Магадана.

## Здравоохранение
Магаданская областная больница-областная больница Магаданской области. 20 октября 1955 года приказом МЗ РСФСР Магаданская городская больница реорганизована в областную с одновременным выполнением функций городской больницы, а статус областной она приобрела в январе 1956 года. 

## Образование и наука
На 2021 год в Магаданской области действует единственное высшее учебное заведение — Северо-Восточный государственный университет.